# Katarsis
Katarsis é um grupo musical lituano formado em 2020. É composto pelos músicos Lukas Radzevičius, Alanas Brasas, Emilija Kandratavičiūtė e Jokūbas Andriulis. Eles representaram a Lituânia no Festival Eurovisão da Canção de 2025 com a canção «Tavo akys».

## História
A banda, fundada por iniciativa do vocalista Lukas Radzevičius, ganhou fama na cena musical nacional com as suas composições de pós-punk e rock alternativo. A banda alcançou a fama com o seu êxito Vasarą galvoj minoras, uma canção centrada na nostalgia do verão. A canção, de facto, foi originalmente lançada em outubro de 2020 e tornou-se viral a partir do verão seguinte, subindo gradualmente no Singlų Top 100 até atingir o pico dos dez primeiros em fevereiro de 2022. Vasarą galvoj minoras passou mais de meio ano no top 40 nacional e foi certificada com ouro pela AGATA por mais de 2,5 milhões de reproduções em plataformas digitais na Lituânia.
As gravações do EP de estreia, Dausos, composto por cinco faixas e incluindo elementos folclóricos, começaram no inverno de 2023. O mini-álbum foi lançado em maio de 2024 e foi imediatamente promovido num concerto em Vilnius.
Em dezembro de 2024, os Katarsis apareceram na lista de 45 concorrentes publicada pela televisão pública lituana para o Eurovizija.LT 2025, o processo de seleção da Lituânia para o Festival Eurovisão da Canção, com a canção Tavo akys. Apesar de ter passado às meias-finais com o 2.º melhor resultado na votação telefónica, a seguir a Black Biceps, Tavo akys foi imediatamente a favorita comercial do público, estreando-se em 6.º lugar nas tabelas nacionais e permanecendo a canção mais popular entre os concorrentes até à véspera da final.

## Discografia

### EP
- 2024 – Dausos

### Singles
- 2020 – Niekas
- 2020 – Vasarą galvoj minoras
- 2022 – Rasa
- 2022 – Des
- 2023 – Lapų šlamesiai išblaškė miegą/Ėda
- 2023 – Būsi
- 2023 – Praradau tave
- 2024 – Pamiršau žiūrėt į paukščius
- 2024 – Dingo
- 2025 – Tavo akys